# Krušnohorská subprovincie
Krušnohorská subprovincie (dříve Krušnohorská soustava) je vyšší geomorfologická jednotka v severozápadních Čechách, severovýchodním Bavorsku a jihozápadním Sasku, jedna ze šesti subprovincií České vysočiny.
Nejvyšší část subprovincie tvoří zlomové Krušné hory, které na německé straně zvolna klesají do nížiny, jen na jihozápadě na ně navazují Smrčiny; na jihu prudce spadají do severočeských hnědouhelných pánví. Východní okraj subprovincie je budován částečně druhohorními pískovci (které najdeme v hojné míře i v navazující České tabuli), částečně třetihorními vyvřelinami Českého středohoří.
Krušnohorská subprovincie se dále člení na následující oblasti (dříve podsoustavy), celky a podcelky:
Krušnohorská hornatina
Smrčiny (Fichtelgebirge)
Ašská vrchovina
Hazlovská pahorkatina
Chebská pahorkatina
Krušné hory (Erzgebirge)
Klínovecká hornatina
Loučenská hornatina
Děčínská vrchovina (Elbsandsteingebirge)
Děčínské stěny
Jetřichovické stěny
Podkrušnohorská oblast
Chebská pánev
Sokolovská pánev
Mostecká pánev
Žatecká pánev
Chomutovsko-teplická pánev
Doupovské hory
České středohoří
Verneřické středohoří
Milešovské středohoří
Karlovarská vrchovina
Slavkovský les
Kynžvartská vrchovina
Hornoslavkovská vrchovina
Bečovská vrchovina
Tepelská vrchovina
Toužimská plošina
Bezdružická vrchovina
Žlutická vrchovina
Vogtland (Fojtsko)
Thüringisch-Fränkisches Mittelgebirge (Durynsko-franské středohoří)
Thüringer Becken mit Randplatten (Durynská pánev s okrajovými deskami)
Na německé straně tvoří Krušnohorská subprovincie značnou část přírodního regionu Östliche Mittelgebirge (Východní středohoří). Tento region ale zahrnuje i oblast Bavorského a Hornofalckého lesa, kterou česká klasifikace řadí do Šumavské subprovincie, na severu pak Lužické hory, které už patří do Sudet.